# Jazzit
Jazzit är ett magasinsprogram för jazz på tisdagar mellan 21.30 och 22.30 i Sveriges Radio P2 med Lars-Göran Ulander i Umeå. I programmet spelas ny jazz och aktuella händelser i jazzvärlden bevakas. Ersattes hösten 2010 av Jazzlandet med Märet Öman och Pierre Martin.